# Gran Premio di Germania 1973
Il Gran Premio di Germania 1973, XXXV Großer Preis von Deutschland,  e undicesima gara del campionato di Formula 1 del 1973, si è svolto il 5 agosto sul circuito del Nürburgring ed è stato vinto da Jackie Stewart su Tyrrell-Ford Cosworth, ventisettesima ed ultima vittoria in carriera per il pilota britannico.
Assente la Ferrari, con Jacky Ickx che si accorda per una partecipazione con la McLaren.

## Qualifiche
| Pos | No | Pilota               | Costruttore       | Squadra                        | Tempo  | Gap   |
| --- | -- | -------------------- | ----------------- | ------------------------------ | ------ | ----- |
| 1   | 5  | Jackie Stewart       | Tyrrell-Ford      | Elf Team Tyrrell               | 7:07.8 |       |
| 2   | 2  | Ronnie Peterson      | Lotus-Ford        | John Player Team Lotus         | 7:08.3 | +0.5  |
| 3   | 6  | François Cevert      | Tyrrell-Ford      | Elf Team Tyrrell               | 7:09.3 | +1.5  |
| 4   | 30 | Jacky Ickx           | McLaren-Ford      | Yardley Team McLaren           | 7:09.7 | +1.9  |
| 5   | 21 | Niki Lauda           | BRM               | Marlboro BRM                   | 7:09.9 | +2.1  |
| 6   | 10 | Carlos Reutemann     | Brabham-Ford      | Motor Racing Developments Ltd  | 7:15.1 | +7.3  |
| 7   | 8  | Peter Revson         | McLaren-Ford      | Yardley Team McLaren           | 7:15.9 | +8.1  |
| 8   | 7  | Denny Hulme          | McLaren-Ford      | Yardley Team McLaren           | 7:16.5 | +8.7  |
| 9   | 20 | Jean-Pierre Beltoise | BRM               | Marlboro BRM                   | 7:18.1 | +10.3 |
| 10  | 19 | Clay Regazzoni       | BRM               | Marlboro BRM                   | 7:18.2 | +10.4 |
| 11  | 24 | Carlos Pace          | Surtees-Ford      | Brooke Bond Oxo Team Surtees   | 7:18.8 | +11.0 |
| 12  | 26 | Henri Pescarolo      | Iso Marlboro-Ford | Frank Williams Racing Cars     | 7:18.8 | +11.0 |
| 13  | 11 | Wilson Fittipaldi    | Brabham-Ford      | Motor Racing Developments Ltd  | 7:19.1 | +11.3 |
| 14  | 1  | Emerson Fittipaldi   | Lotus-Ford        | John Player Team Lotus         | 7:19.7 | +11.9 |
| 15  | 31 | Jochen Mass          | Surtees-Ford      | Team Surtees                   | 7:20.4 | +12.6 |
| 16  | 9  | Rolf Stommelen       | Brabham-Ford      | Ceramica Pagnossin Team MRD    | 7:22.2 | +14.4 |
| 17  | 17 | Jackie Oliver        | Shadow-Ford       | UOP Shadow Racing Team         | 7:22.3 | +14.5 |
| 18  | 23 | Mike Hailwood        | Surtees-Ford      | Brooke Bond Oxo Team Surtees   | 7:22.3 | +14.5 |
| 19  | 25 | Howden Ganley        | Iso Marlboro-Ford | Frank Williams Racing Cars     | 7:25.1 | +17.3 |
| 20  | 15 | Mike Beuttler        | March-Ford        | Clarke-Mordaunt-Guthrie Racing | 7:26.6 | +18.8 |
| 21  | 12 | Graham Hill          | Shadow-Ford       | Embassy Racing                 | 7:27.1 | +19.3 |
| 22  | 16 | George Follmer       | Shadow-Ford       | UOP Shadow Racing Team         | 7:28.3 | +20.5 |
| 23  | 18 | David Purley         | March-Ford        | LEC Refrigeration Racing       | 7:54.2 | +46.4 |

## Gara
| Pos | No | Pilota               | Costruttore       | Giri | Tempo/Ritiro | Pos. Griglia | Punti |
| --- | -- | -------------------- | ----------------- | ---- | ------------ | ------------ | ----- |
| 1   | 5  | Jackie Stewart       | Tyrrell-Ford      | 14   | 1:42:03.0    | 1            | 9     |
| 2   | 6  | François Cevert      | Tyrrell-Ford      | 14   | + 1.6        | 3            | 6     |
| 3   | 30 | Jacky Ickx           | McLaren-Ford      | 14   | + 41.2       | 4            | 4     |
| 4   | 24 | Carlos Pace          | Surtees-Ford      | 14   | + 53.8       | 11           | 3     |
| 5   | 11 | Wilson Fittipaldi    | Brabham-Ford      | 14   | + 1:19.9     | 13           | 2     |
| 6   | 1  | Emerson Fittipaldi   | Lotus-Ford        | 14   | + 1:24.3     | 14           | 1     |
| 7   | 31 | Jochen Mass          | Surtees-Ford      | 14   | + 1:25.2     | 15           |       |
| 8   | 17 | Jackie Oliver        | Shadow-Ford       | 14   | + 1:25.7     | 17           |       |
| 9   | 8  | Peter Revson         | McLaren-Ford      | 14   | + 2:11.8     | 7            |       |
| 10  | 26 | Henri Pescarolo      | Iso Marlboro-Ford | 14   | + 2:22.5     | 12           |       |
| 11  | 9  | Rolf Stommelen       | Brabham-Ford      | 14   | + 3:27.3     | 16           |       |
| 12  | 7  | Denny Hulme          | McLaren-Ford      | 14   | + 3:38.7     | 8            |       |
| 13  | 12 | Graham Hill          | Shadow-Ford       | 14   | + 3:49.0     | 21           |       |
| 14  | 23 | Mike Hailwood        | Surtees-Ford      | 13   | + 1 Giro     | 18           |       |
| 15  | 18 | David Purley         | March-Ford        | 13   | + 1 Giro     | 23           |       |
| 16  | 15 | Mike Beuttler        | March-Ford        | 13   | + 1 Giro     | 20           |       |
| Ret | 10 | Carlos Reutemann     | Brabham-Ford      | 7    | Motore       | 6            |       |
| Ret | 19 | Clay Regazzoni       | BRM               | 7    | Motore       | 10           |       |
| Ret | 16 | George Follmer       | Shadow-Ford       | 5    | Incidente    | 22           |       |
| Ret | 20 | Jean-Pierre Beltoise | BRM               | 4    | Foratura     | 9            |       |
| Ret | 21 | Niki Lauda           | BRM               | 1    | Incidente    | 5            |       |
| Ret | 2  | Ronnie Peterson      | Lotus-Ford        | 0    | Iniezione    | 2            |       |
| DNS | 25 | Howden Ganley        | Iso Marlboro-Ford | 0    | Non partito  | 20           |       |

## Statistiche
Piloti
- 27ª e ultima vittoria per Jackie Stewart
- 17ª e ultima pole position per Jackie Stewart
- 13º e ultimo podio per François Cevert
- 1º giro più veloce per Carlos Pace

Costruttori
- 16° vittoria per la Tyrrell

Motori
- 62° vittoria per il motore Ford Cosworth

Giri al comando
- Jackie Stewart (1-14)

## Classifiche

### Piloti
| Pos. | Pilota               | Punti |
| ---- | -------------------- | ----- |
| 1    | Jackie Stewart       | 60    |
| 2    | François Cevert      | 45    |
| 3    | Emerson Fittipaldi   | 42    |
| 4    | Ronnie Peterson      | 25    |
| 5    | Peter Revson         | 23    |
| 6    | Denny Hulme          | 23    |
| 7    | Jacky Ickx           | 12    |
| 8    | Carlos Reutemann     | 8     |
| 9    | James Hunt           | 8     |
| 10   | Arturo Merzario      | 6     |
| 11   | George Follmer       | 5     |
| 12   | Jean-Pierre Beltoise | 4     |
| 13   | Carlos Pace          | 3     |
| 14   | Andrea De Adamich    | 3     |
| 15   | Wilson Fittipaldi    | 3     |
| 16   | Niki Lauda           | 2     |
| 17   | Clay Regazzoni       | 1     |
| 18   | Chris Amon           | 1     |
| 19   | Gijs van Lennep      | 1     |

### Costruttori
| Pos. | Team              | Punti |
| ---- | ----------------- | ----- |
| 1    | Tyrrell-Ford      | 71    |
| 2    | Lotus-Ford        | 59    |
| 3    | McLaren-Ford      | 42    |
| 4    | Brabham-Ford      | 14    |
| 5    | Ferrari           | 12    |
| 6    | March-Ford        | 8     |
| 7    | BRM               | 7     |
| 8    | Shadow-Ford       | 5     |
| 9    | Surtees-Ford      | 3     |
| 10   | Tecno             | 1     |
| 11   | Iso Marlboro-Ford | 1     |